# Meiolania
Meiolania és un gènere extint de tortuga pertanyent a la família Meiolaniidae del subordre Cryptodira. Aquest gènere es va desenvolupar entre l'Oligocè a l'Holocè (va sobreviure fins fa 2.000 anys), trobant-se els últims vestigis fòssils a Nova Caledònia. Les tortugues actuals de major parentiu amb aquest gènere corresponen als criptodirs de l'Amèrica del Sud.

## Descripció
Mesuraven al voltant de 2,5 m de longitud, per la qual cosa corresponen a les tortugues terrestres més grans conegudes.
La característica més cridanera d'aquestes tortugues corresponia a la forma inusual del crani, que posseïen grans banyes laterals, semblants als bovins. La seva cua estava protegida per anells ossis i espines en la part final d'aquesta. Resulta notable la similitud d'aquestes tortugues als dinosaures ancilosaures i als mamífers gliptodonts.